# E. A. Sargent
 (décembre 2023).
Pour les articles homonymes, voir Sargent.
E. A. Sargent (né [Quand ?] [Où ?], mort [Quand ?] [Où ?]) est [Quoi ?]. Il était l'associé d'Adolfo Farsari, avec qui il fonda la firme Sargent, Farsari & Co. qui vendait des accessoires pour fumeurs, de la papeterie, des cartes de visite, des journaux, des magazines et des romans, des livres de conversation anglais-japonais, des dictionnaires, des guides, des cartes géographiques et des photographies du Japon. L'entreprise opéra [Où ?] pendant les années 1870. 